# Foster Furcolo
John Foster Furcolo, född 29 juli 1911 i New Haven, Connecticut, död 5 juli 1995 i Cambridge, Massachusetts, var en amerikansk demokratisk politiker. Han var ledamot av USA:s representanthus 1949–1952 och guvernör i delstaten Massachusetts 1957–1961.
Furcolo utexaminerades 1933 från Yale University och avlade sedan 1936 juristexamen vid Yale Law School. Därefter arbetade han som advokat och tjänstgjorde i USA:s flotta i andra världskriget. I kongressvalet 1948 besegrade Furcolo sittande kongressledamoten Charles R. Clason. I september 1952 avgick Furcolo som kongressledamot och efterträdaren Edward P. Boland tillträdde 1953 som kongressledamot.
Furcolo vann guvernörsvalet 1956. Han var den första guvernören i Massachusetts historia som var av italiensk härkomst. År 1961 efterträddes Furcolo som guvernör av John A. Volpe.
Katoliken Furcolo avled 1995 och gravsattes på Holyhood Cemetery i Brookline.